# Fulham Refuge
Le Fulham Refuge, également dénommé Fulham Reformatory, est un ancien établissement pénitentiaire britannique pour femmes situé à Fulham, dans l'ouest de Londres. Fondé en 1856, il ferme ses portes en 1888. Cet asile pénitentiaire a pour vocation de doter les détenues des compétences indispensables à leur réintégration dans le tissu social à leur libération.

## Site
La prison était édifiée sur un terrain compris entre Burlington Road et Fulham Road, site précédemment occupé par une institution scolaire dénommée Burlington Academy, laquelle avait cessé ses activités en 1853. La construction de la prison se réalisa sur l'emplacement de l'ancien terrain de cricket de cette école. L'édifice carcéral se composait d'un vaste bâtiment intégré d'ateliers, de salles de classe, de dortoirs, d'une boulangerie, ainsi que d'un lavoir. On y trouvait également des logements pour les officiers et une infirmerie. Les aménagements comprenaient des terrains d'exercice, une maison d'aumônier, ainsi qu'un verger et un espace de terrain.

## Éthos
Le Fulham Refuge est d'abord institué dans le cadre d'un processus de réhabilitation en trois étapes, préconisé par Sir Joshua Jebb, alors Directeur général des prisons. Selon ce schéma, les femmes entamaient leur parcours depuis la prison de Millbank, avant de faire étape à la prison de Brixton, pour parvenir enfin au Fulham Refuge. Cette séquence graduelle vise à faciliter leur réintégration progressive dans la société civile.
Fulham se distinguait en tant que « la plus féminine des premières prisons », s’efforçant de préparer les femmes à des emplois futurs en leur inculquant des compétences spécifiques, telles que la cuisine, le nettoyage et la lessive. L’établissement met un point d’honneur à favoriser leur « adoucissement et leur civilisation », en mettant en œuvre des méthodes visant à transformer leur condition à travers une éducation pratique et morale.
Une des raisons sous-jacentes à la désignation de « refuge » au lieu de « prison » résidait dans l'espoir que cette appellation plus bienveillante pourrait inciter les employeurs potentiels à manifester une plus grande disposition à recruter ces femmes, facilitant ainsi leur réinsertion sociale et leur réhabilitation. En effet, les femmes sont fréquemment soumises à un jugement plus sévère que leurs homologues masculins. De surcroît, alors que les anciens détenus masculins avaient toujours la possibilité de recourir à des emplois pénibles, les femmes étaient soumises à la condition préalable d’une « bonne moralité » pour être acceptées dans des emplois de service domestique.

## Des années plus tard
Le régime éclairé instauré par Joshua Jebb ne rencontre qu'un succès mitigé et, à la suite de son décès en 1863, la prison est agrandie entre 1870 et 1871 afin d'accueillir environ quatre cents détenues. Elle est alors rebaptisée Fulham Female Convict Prison. Cependant, les effectifs diminuent par la suite, et l'établissement ferme ses portes en 1888, les détenues restantes étant transférées à la prison de Woking (en). Burlington House est démolie en 1895, tandis que les autres bâtiments demeurent inoccupés jusqu’en 1899, époque à laquelle ils sont vendus pour y aménager des logements.